# Voilà (пісня, 2021)
«Voilà» — сингл сербсько-французької співачки Барбари Праві. Він був випущений для цифрового завантаження та потокових платформ 6 листопада 2020 року. Його співавторами стали Барбара Праві, Ігіт та Лілі По. Пісня представляла Францію на Євробаченні 2021 року в Роттердамі, після перемоги на французькому національному відборі Eurovision France, c'est vous qui décidez! У фіналі посіла друге місце. Сингл отримав статус платинового у серпні 2021.

## Євробачення
Пісня представляла Францію на конкурсі пісні Євробачення 2021, після того як її було обрано на Євробачення Франція, c'est vous qui décidez! . Кваліфікувавшись із півфіналу, вона продовжувала змагатися у фіналі, вигравши серед журі та телеголосування, набравши достатньо балів, щоб виграти змагання. Оскільки Франція є членом «Великої п'ятірки», пісня автоматично потрапила до фіналу, який відбувся 22 травня 2021 року в Роттердамському Ахої в Роттердамі, Нідерланди. У фіналі пісня посіла 2 місце.

## Склад авторів
- Барбара Праві — продюсер, композитор, автор пісень, асоційований виконавець, вокал
- Елоді Філлель — продюсер
- Джеремі Аркаш — продюсер
- Ігіт — Композитор
- Лілі По — Автор

## Кавери
Нідерландська співачка Емма Кок пермогла в першому сезоні талант-шоу Ministars [nl] з її виконанням пісні. Нідерландський скрипаль та диригент Андре Ріє був настільки вражений виконанням Емми Кок, що запросив її виконувати "Voilà" на його щорічній серії концертів у Vrijthof, Маастрихт, у липні 2023 р. Цей виступ скоро став вірусним, отримавши 2,6 мільйонів переглядів за п'ять днів.